# 국방백서

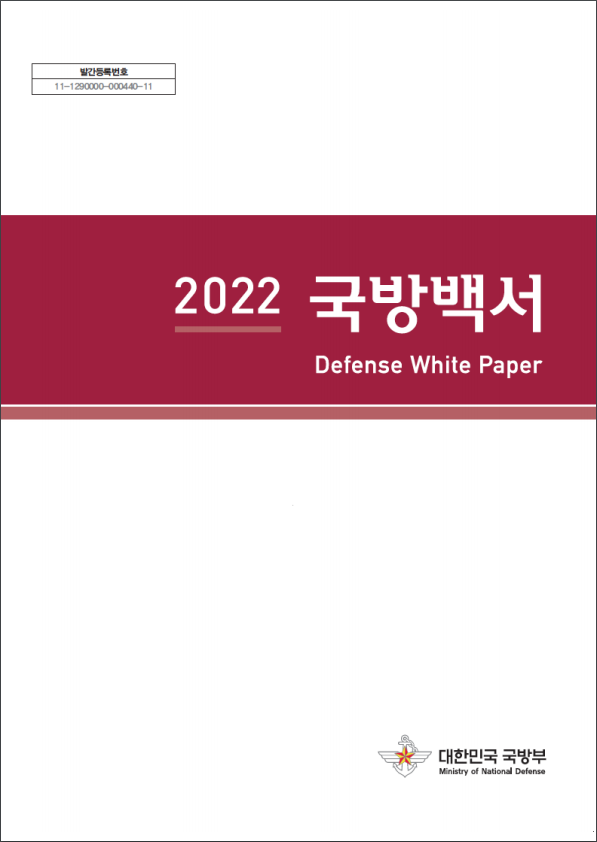
2022년《국방백서》표지

국방백서(國防白書)는 국방부에서 발행하는 보고서 형태의 책자로, 국민들에게 국방정책을 알리기 위해서 2년에 한 번씩 발행하고 있다. 1967년부터 2020년까지 24번째 발간하고 있다.

## 개요
국방정책에 대한 국민적 안보 공감대 형성과 국방정책의 투명성 확보를 통한 국제적 신뢰 조성 및 군사협력 증진, 완벽한 군사 대비태세 등 국방정책을 국민들에게 알릴 목적으로 국방부에서 발행하는 보고서 형태의 책자이다.

## 연혁
- 1967년 국방백서 첫 발간. (박정희 정부)
- 1968년 국방백서까지 발간 후 중단됨.
- 1988년 창군 40주년을 맞아 다시 발행되기 시작해, 2000년까지 해마다 발행되었다. (원래는 매년 국군의 날이 있는 10월에 발간되었으나, 2000년에는 6월 15일 남북 정상 회담 이후의 남북 관계 진전상황을 반영하기 위해 12월에 발간되었다.)
- 2001년 11월 군무회의에서 2년마다 5월에 발간하기로 결정하였으나, 북한에 대한 '주적(主敵)' 개념 등의 문제로 2002년 5월에는 발간되지 않았다. 대신 같은 해 12월에 김대중 정부가 추진한 국방정책을 종합적으로 정리한 《1998년~2002년 국방정책》이 발간되었다. (2004년 5월에 발간되어야 할 《2004년 국방백서》 역시 발간이 연기된 끝에, 2005년 2월에야 발간되었다.)
- 2004년 국방백서 발간. (노무현 정부의 안보정책 구상인 평화번영정책을 위한 국방정책과 국방개혁 방향을 제시한 내용이 중심을 이룬다. 특히 이 백서에서는 김영삼 정부 때인 1994년에 처음으로 사용된 이래 계속 논란이 되었던 '주적' 용어가 삭제되었다.)
- 2008년 국방백서 발간. (이명박 정부)
- 2010년 국방백서 발간.
- 2012년 국방백서 발간.
- 2014년 국방백서 발간. (박근혜 정부)
- 2018년 국방백서 발간. (문재인 정부)는 북한에 대해 적이라는 표현을 삭제하여 논란이 되었다.
- 2020년 국방백서 발간. 일본에 대해 동반자에서 이웃국가로 격하하여 발표되었다.
- 2022년 국방백서 발간. (윤석열 정부)는 국방백서에 북한 정권과 북한군은 우리 적으로, 일본에 대해선 가까운 이웃 국가이라는 표현을 담았다.

## 기관 및 내용
대한민국 국방부와 합동참모본부 등 6개 관련 기관과 22개 부서가 참여한다. 주요 내용은 외부의 군사위협, 국방목표 및 국방정책의 기본 방향, 대비태세, 군사정책, 국방예산 및 국방투자사업 등이다.

## 같이 보기
- 국방부 장관
- 한미 관계
- 백서